# Helianthemum eriocephalum
Helianthemum eriocephalum är en solvändeväxtart som beskrevs av Auguste Nicolas Pomel. Helianthemum eriocephalum ingår i släktet solvändor, och familjen solvändeväxter. Inga underarter finns listade i Catalogue of Life.